# 古巴克哈敦
古把克哈敦，又译为阔帕克、古玉克，蒙古帝国斡亦剌部贵族，脱劣勒赤之女，成吉思汗的外孙女。
据《史集》所载，古把克哈敦是脱劣勒赤与成吉思汗女扯扯干公主的女兒。她嫁給伊儿汗旭烈兀为妻，生下兒子出木哈儿、女兒布鲁干阿合。1253年，旭烈兀随军西征，兒子出木哈儿因母贵留守蒙古本土，受命管辖其斡耳朵（帐殿）和军队。古把克哈敦的姐妹有亦勒赤黑迷失哈敦，嫁給阿里不哥作為他的長妻；兀魯忽乃哈敦，也嫁給哈剌旭烈，生子木八剌沙；完澤哈敦，也嫁給旭烈兀；忽出哈敦，嫁給托托罕，生子忙哥帖木儿。